# Бекаси
Бекаси (инд. Kota Bekasi) милионски је и брзорастући град провинције Западна Јава у Индонезији. Град представља велико источно предграђе Џакарте. По подацима из 2005. у Бекасију је живело 1.993.478 становника. 